# Ismael (película)
Ismael es una película de drama española dirigida por Marcelo Piñeyro. El filme está protagonizado por la actriz Belén Rueda y el actor Mario Casas. La película se estrenó en diciembre de 2013 en España.

## Sinopsis
Ismael Tcho, un chico de ocho años, toma un tren en dirección a Barcelona. Ha huido de su casa porque quiere encontrar a Félix, su padre, a quien nunca conoció. Su única pista es una dirección de un apartamento en Barcelona, escrito en el remite de una carta a su madre. Una vez allí, se las arregla para encontrar el apartamento, pero en lugar de encontrar a su padre, se encuentra con una mujer elegante de unos cincuenta años, Nora, que resulta ser la madre de Félix.

## Reparto
- Belén Rueda es Nora.
- Mario Casas es Félix Ambrose.
- Sergi López es Jordi.
- Mikel Iglesias es Chino.
- Larsson do Amaral es Ismael Tcho.
- Juan Diego Botto es Luis.
- Ella Kweku es Alika.

## Banda sonora
- "Dance Me to the End of Love" de Leonard Cohen.